# 斯德哥爾摩電視塔

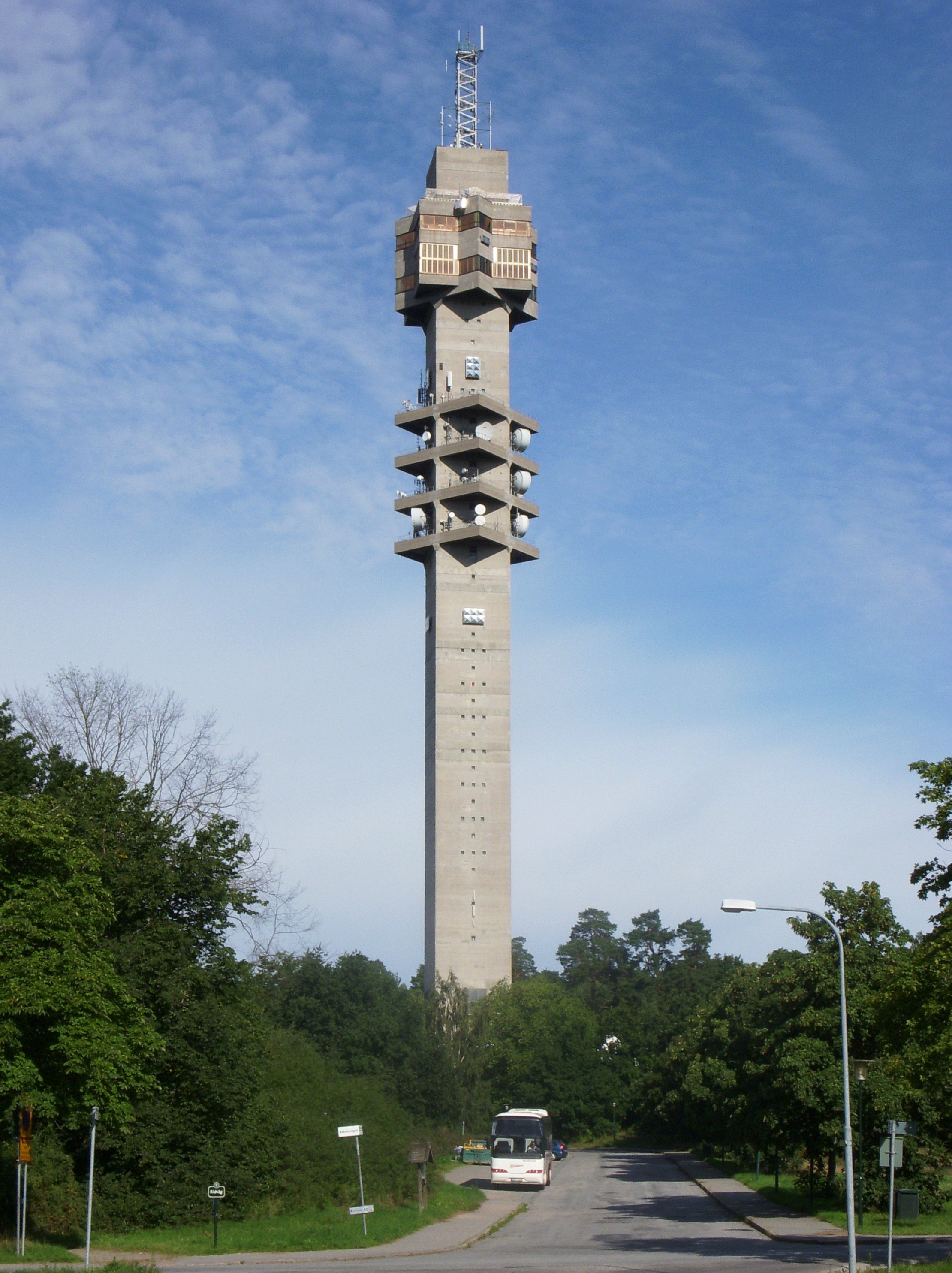

斯德哥爾摩電視塔（瑞典語：Kaknästornet）是位於瑞典首都斯德哥爾摩的一座電視塔。斯德哥爾摩電視塔是瑞典主要的電視、廣播和衛星訊號發射塔之一，竣工於1967年，設計者是Bengt Lindroos，塔高155（509英尺），算上天線高170（560英尺）。現在斯德哥爾摩電視塔對一般公眾開放。

## 外部連結
- Information from Visit Stockholm （页面存档备份，存于）
- Information from Teracom （页面存档备份，存于） （瑞典文）
- Structurae数据库中Kaknäs Transmission Tower的数据